# Vijfstippelig lieveheersbeestje
Het vijfstippelig lieveheersbeestje (Coccinella quinquepunctata) is een kever uit de familie lieveheersbeestjes (Coccinellidae). De wetenschappelijke naam van de soort werd in 1758 gepubliceerd door Carl Linnaeus.

## Kenmerken
De ovale kever wordt 3 tot 5 mm groot, en heeft rode dekschilden. Op de dekschilden zitten vijf zwarte stippen van verschillend formaat. Het komt zowel voor dat de stippen samenvloeien als dat enkele bijna verdwenen zijn. De kever lijkt veel op het zevenstippelig lieveheersbeestje, maar is iets kleiner, met minder stippen.

## Leefwijze
De kever en de larven voeden zich met bladluizen en larven van bladkevers.

## Verspreiding en leefgebied
De kever komt van nature voor in Europa, Noord-Afrika en Azië.

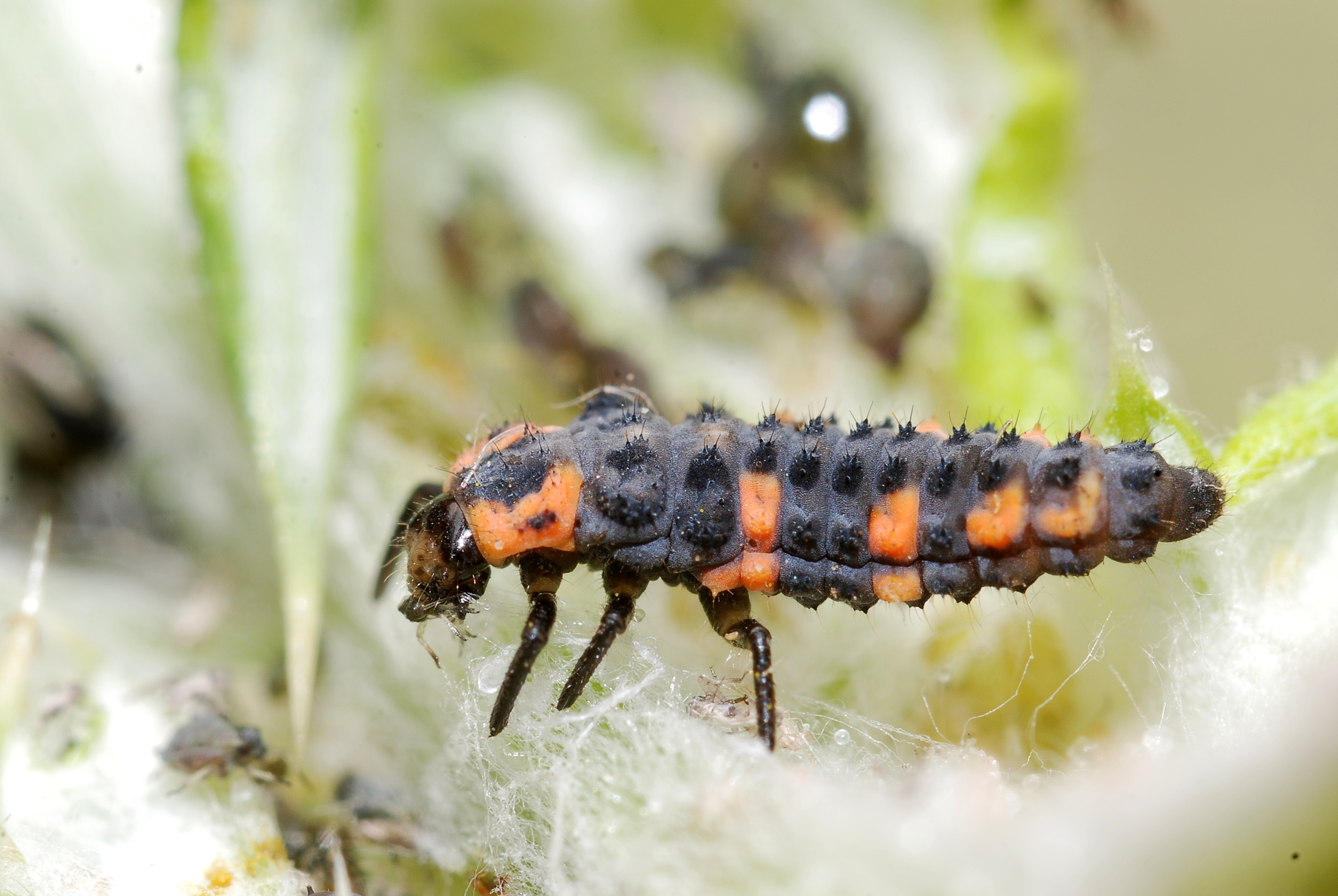
Larve